# (90532) 2004 FC28
(90532) 2004 FC28 es un asteroide perteneciente al cinturón de asteroides, región del sistema solar que se encuentra entre las órbitas de Marte y Júpiter.
Fue descubierto el 17 de marzo de 2004 por el equipo del LINEAR desde el Laboratorio Lincoln, Socorro, Nuevo Mexico.

## Designación y nombre
Designado provisionalmente como FC28.

## Características orbitales
2004 FC28 está situado a una distancia media del Sol de 3,125 ua, pudiendo alejarse hasta 3,940 ua y acercarse hasta 2,310 ua. Su excentricidad es 0,261 y la inclinación orbital 25,227 grados. Emplea 2017,85 días en completar una órbita alrededor del Sol.
Los próximos acercamientos a la órbita de Júpiter ocurrirán el 25 de diciembre de 2094 y el 3 de enero de 2178.

## Características físicas
La magnitud absoluta de 2004 FC28 es 16,91. Tiene 9,619 km de diámetro y su albedo se estima en 0,053.